# SIATA 208 Sport
La 208 S è un modello di autovettura SIATA. 
Presentata nel 1952, la 208 Sport era una sportiva dalla leggera carrozzeria spider in alluminio disegnata da Giovanni Michelotti per la carrozzeria Bertone. Meccanicamente derivava parzialmente dalla Fiat 8V, con cui condivideva il potente motore V8 a 70° di due litri di cilindrata, che esprimeva 140 cv; tale potenza le permetteva di raggiungere i 200 km/h. Il motore era ospitato da un telaio tubolare d'acciaio.
Il prezzo elevato (5400 dollari negli USA) ne decretò l'insuccesso nonostante le sue doti; gli esemplari prodotti furono poco più di una cinquantina.